# Roses Forever
Roses Forever es un negocio familiar de horticultura danés fundado y dirigido por el matrimonio compuesto por Harley y Rosa Eskelund en 1988. La dedicación del vivero se ha enfocado en la creación de híbridos de rosas de los grupos Miniatura y Patio desde sus inicios, la empresa se define como un "creador-productor de rosas."
Controla varias sociedades hortícolas responsables de la hibridación, la selección, el cultivo, la venta y la protección de las especies desarrolladas o seleccionadas entre las especies del grupo. Entre ellas: Roses Forever®, Plant’n’Relax®, Viking Roses®, Infinity®, Sweet Home Roses® y Edible Roses®.

## Rosa Eskelund
La empresa danesa de cultivo y suministro de rosas "Roses Forever" siempre ha estado dirigida por el equipo formado por marido y mujer, Harley y Rosa Eskelund quienes fundaron la compañía en Sabro, cerca de Aarhus en 1988. 
Según Rosa Eskelund dice: « "Hemos cultivado mini rosas durante muchos años y al principio tenía algunas dificultades para obtener las variedades más nuevas, debido a los acuerdos de licencia existentes entre los creadores y cultivadores. Así que decidimos crear nuestras propias variedades. Naturalmente, mi pasión por las rosas fue también uno de los elementos clave para iniciar mi propia división de genética. Mi nombre es Rosa y yo a la altura del nombre que me dieron. Yo siempre he querido ser un profesional de la rosa, y no puedo imaginarme ser cualquier otra cosa" ».
- La rosa 'Our last summer' consiguió la "Gold medal Plantarium fair" en Holanda.

El nombre de "Our Last Summer" está inspirado en el título de una canción de ABBA, y se refiere a los maravillosos recuerdos de verano. Todas las rosas del jardín en la nueva serie Plant'n'Relax®  se nombran con la inspiración del mundo de la música. 

## Algunas creaciones de Roses Forever

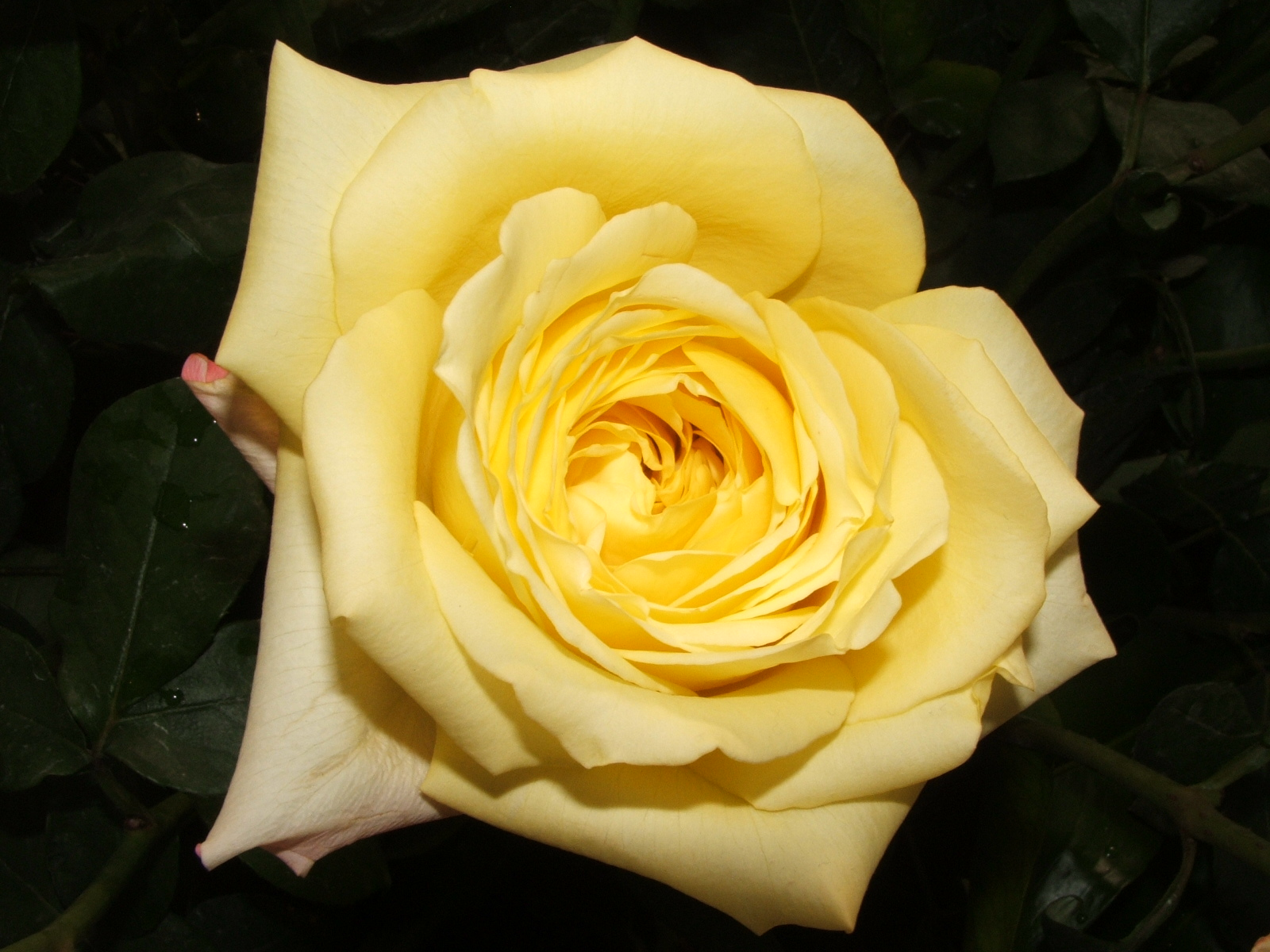
'Marbella', Rosa Eskelund antes de 2006.